# Rocky Mount (Carolina do Norte)
Rocky Mount é uma cidade localizada no estado norte-americano de Carolina do Norte, no Condado de Edgecombe e Condado de Nash. A cidade foi fundada em 1816, e incorporada em 19 de fevereiro de 1867.

## Demografia
Segundo o censo norte-americano de 2000, a sua população era de 55.893 habitantes.
Em 2006, foi estimada uma população de 57.057, um aumento de 1164 (2.1%).

## Geografia
De acordo com o United States Census Bureau tem uma área de 92,6 km², dos quais 92,1 km² cobertos por terra e 0,5 km² cobertos por água. Rocky Mount localiza-se a aproximadamente 38 m acima do nível do mar.

## Localidades na vizinhança
O diagrama seguinte representa as localidades num raio de 20 km ao redor de Rocky Mount.